# Verklighetsuppfattning
Verklighetsuppfattning är uppfattningar om verkligheten inom såväl filosofi som psykologi. Begreppet snuddar inom filosofin närmast vid ontologi, läran om vad som existerar med termer som episteme, doxa och endoxa. Det räknas till jagfunktionerna.
Psykologin talar om en jagfunktion som avser någons bedömning och värdering av omvärlden samt sin egen roll och funktion i denna. Till verklighetsuppfattningen hör också att skilja mellan omvärlden i sig och sin egen uppfattning eller tolkning av den. I filosofins historia kan Descartes kända sentens
Cogito, ergo sum
("Jag tänker, alltså är jag till") tjäna som gemensam nämnare.

## Filosofi
Hur verkligheten verkligen är beskaffad kan inledningsvis belysas med, hur det så kallade sunda förnuftet bör uppfatta saken. Enkel och problemfri kan det synas ge en i stort sett riktig bild av världen utifrån våra varseblivningar. Världen består av materiella kroppar, där vissa intar en särställning genom att vara utrustade med medvetande, som kan registrera ting och händelser likt en kamera. Vetenskapen förlänger perspektivet bortom våra sinnens räckvidd och öppnar möjlighet att förutspå framtiden. Sunda förnuftet godtar även att skeendena är strängt lagbundna. 
Översinnliga och övernaturliga väsens förekomst och göranden stör än i dag den bilden.
Filosofer har från olika utgångspunkter kritiserat en sådan världsbild och ställt fyra krav på en godtagbar teori om verkligheten. Den ska vara begriplig och ge total visshet, vara motsägelsefri, enhetlig och fullständig.
Att betrakta verkligheten och tänka sig att den består av allt som är, så att den således utgörs av allt varande, blir en definition av Universum. Här har flera förhållningssätt uppkommit. Monism, dualism och pluralism utreder av hur många substanser den består, medan materialism och idealism behandlar av vad slag substansen är.

## Psykologi
Verklighetsuppfattningen kan avspeglas i en persons normer och uppförande, huruvida personen förmår passa in eller följa konventioner. 
Många psykiska störningar yttrar sig i störd verklighetsuppfattning. Bortträngning, projektion och identifikation med förövaren är några försvarsmekanismer som innefattar detta, liksom svårare fall såsom erotomani och andra psykoser. Derealisation innebär att personen upplever verkligheten som overklig, men är medveten om att detta är en inre upplevelse. En person med störd verklighetsuppfattning kan ha svårigheter att skilja mellan fantasi och verklighet och mellan oro och fara.
Verklighetsuppfattningen innefattar självbild, perception och varseblivning (till exempel illusioner, hallucinationer), kausalitet (samband mellan två händelser), deterministiska uppfattningar (den fria viljan kontra att någons vilja är styrd) och finalitet (syftet och ändamålet med händelser och handlingar).